# Kapelle Alt Jargenow

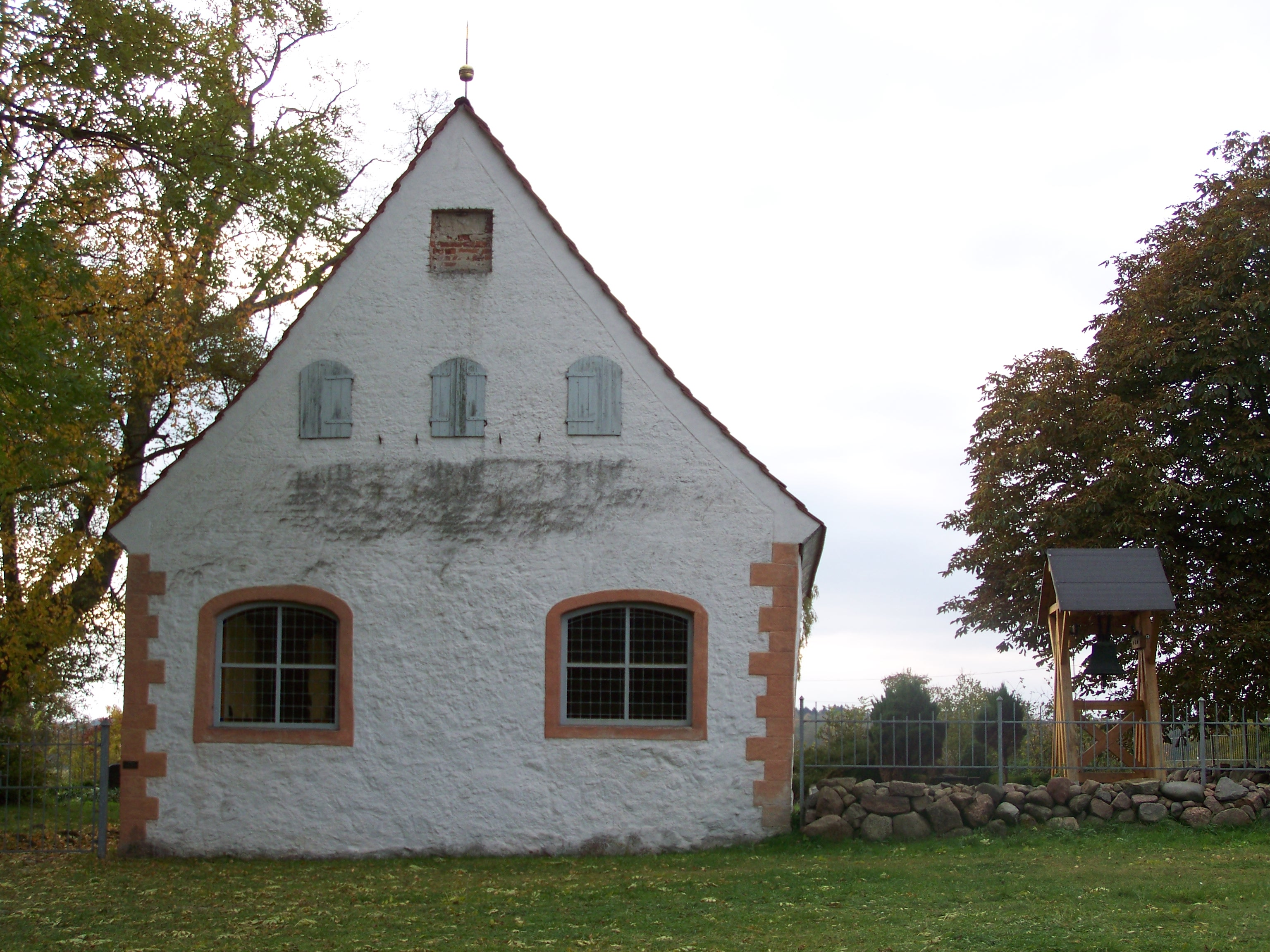
Kapelle in Alt Jargenow. Ansicht von Osten (2009)

Die Kapelle Alt Jargenow ist ein aus dem 17. Jahrhundert stammendes Kirchengebäude im Ortsteil Alt Jargenow der Gemeinde Görmin in Vorpommern.
Der ziegelgedeckte Putzbau in Renaissanceformen, ein kleiner Saalbau aus überschlämmtem Mischmauerwerk, wurde 1625 im Auftrag von Christoph Altwig von Blixen zum Gedenken an seine im selben Jahr verstorbene erste Ehefrau Sabina von Parsenow errichtet. Darüber berichtet die Inschrift auf einem ursprünglich im östlichen Giebeldreieck eingelassenen, heute aus konservatorischen Gründen im Inneren des Gebäudes aufgestellten Wappenstein, auf dem auch die Wappen beider Familien, umgeben von zwei allegorischen Frauenfiguren, zu sehen sind.

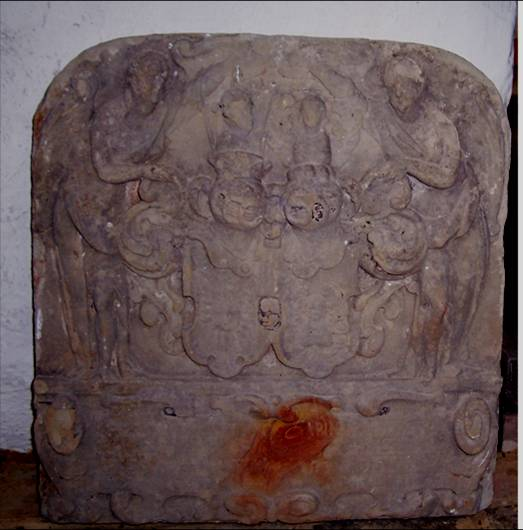
Wappenstein von 1625 in der Kapelle, ursprünglich im östlichen Giebeldreieck

Inwieweit dieser Bau auf einen in schriftlichen Quellen erwähnten Vorgängerbau, der nach der Reformation zeitweise als Pferdestall genutzt wurde, zurückgeht, ist unbekannt.
Bei einem Brand im Jahr 1830, an den ein Gedenkstein vor der Südwand erinnert, wurden der bereits baufällige Kirchturm, eigentlich nur ein Dachreiter, wie aus einer Beschreibung des Jahres 1815 hervorgeht, und Teile des Außenbaus zerstört. Die Wiederherstellung des 19. Jahrhunderts erfolgte äußerlich in Formen der Neogotik.
1994 wurde die gesamte Kapelle umfassend restauriert und dabei die äußere Gestaltung des 17. Jahrhunderts wiederhergestellt. Der Bau weist an den Ecken Putzquaderung auf. Breite Segmentbogenfenster und im Süden ein Rundbogenportal mit gefaster Archivolte bestimmen den Außenbau.
Der Innenraum ist flachgedeckt. Die Fenster mit Akanthusrahmung in Grisaillemalerei wurden 1997 renoviert. Zur Ausstattung gehören eine in Renaissanceformen gefertigte Kanzel aus dem Jahr 1652 mit Reliefs der Evangelisten sowie Beschlag- und Rollwerk. Die quadratische Kuppa der Granittaufe ist wahrscheinlich mittelalterlich, die Taufe mit kleinem Becken steht auf einem achtseitigen Fuß.
Die einzige Glocke der Kapelle wurde 1957 von einer Kirchengemeinde aus Rothenburg/Oberlausitz übernommen, dafür wurde ein Glockenstuhl gebaut.
Die evangelische Kirchengemeinde Görmin, die vom Pfarramt Dersekow mitverwaltet wird, gehört seit 2012 zur Propstei Demmin im Pommerschen Evangelischen Kirchenkreis der Evangelisch-Lutherischen Kirche in Norddeutschland. Vorher gehörte sie zum Kirchenkreis Greifswald der Pommerschen Evangelischen Kirche.